# Predrag Stojaković
Predrag "Peja" Stojaković (cirílico sérvio: 'Предраг Стојаковић; nascido em 9 de junho de 1977) é um ex-jogador de basquete profissional greco-sérvio . Ele é atualmente o general manager do Stockton Kings.
Depois de passar pelo Estrela Vermelha e pelo PAOK, ele foi selecionado pelo Sacramento Kings como a 14º escolha geral no Draft da NBA de 1996. Na NBA, ele terminou em segundo na votação de Most Improved Player Award de 2001, foi três vezes selecionado para All-Star Game e foi membro do Segundo-Time All-NBA de 2004. Ele venceu o título da NBA em 2011 como jogador do Dallas Mavericks.
Stojaković levou a seleção iugoslava a medalhas de ouro no EuroBasket de 2001 e no Campeonato Mundial de Basquetebol Masculino de 2002. Considerado frequentemente um dos maiores jogadores europeus de basquetebol de todos os tempos, Peja foi eleito Jogador de Basquetebol do Ano Euroscar pelo jornal italiano Gazzetta dello Sport e eleito Mister Europa duas vezes pela revista italiana Superbasket.
Em 19 de dezembro de 2011, ele anunciou sua aposentadoria do basquete. Em 16 de dezembro de 2014, o Sacramento Kings aposentou seu número.

## Carreira profissional
Stojaković nasceu numa família sérvia, filho de Miodrag e Branka Stojaković, em Požega, Croácia (Jugoslávia na época), mas a sua família fugiu para Belgrado no início das guerras jugoslavas. Seu pai ficou e lutou no exército da República Sérvia de Krajina contra o exército croata até a queda da Eslavônia ocidental em 1995, após a qual ele se juntou a seu filho em Salónica. Os Stojaković são oriundos da região montanhosa de Papuk. Muitos de seus parentes vivem agora na Sérvia.
Aos 15 anos de idade (1991-1992), ele se juntou ao Estrela Vermelha e jogou em 2 temporadas profissionais ganhando um campeonato nacional.

### PAOK (1993-1998)
Stojaković mudou-se para a Grécia aos 16 anos e ingressou no PAOK. Ele ganhou a Copa Korać em 1993-94 e a Copa da Grécia em 1995. Ele também disputou a Final da Copa Europeia da FIBA de 1996.
Peja, como era conhecido durante o seu tempo no PAOK, marcou uma memorável cesta vencedora contra o Olympiacos, em Piraeus, nas semis-finais do Campeonato Grego de 1998. Essa vitória, que encerrou o reinado de cinco anos do Olympiacos como campeão grego, permitiu ao PAOK defrontar o Panathinaikos na fase final mas eles perderam a série (e a liga) por 3–2. Stojaković foi vigiado de perto durante toda a série pelo seu futuro treinador no New Orleans Hornets, Byron Scott, que encerrava a carreira no basquete como uma das principais estrelas do Panathinaikos e não jogava no seu nível normal.
Na sua última temporada no PAOK, Stojaković teve uma média de 23,9 pontos, 4,9 rebotes, 2,5 assistências e 1,2 roubos de bola por jogo na Liga Grega e 20,9 pontos, 3,6 rebotes e 1,5 assistências por jogo na Euroliga de 1997-98.

### Sacramento Kings (1998–2006)
Stojaković foi selecionado pelo Sacramento Kings na primeira rodada (14ª escolha geral) do Draft de 1996 enquanto jogava na Grécia. Ele continuou jogando até que os Kings o contratassem antes da temporada de 1998-99. Depois de duas temporadas no banco com o Sacramento, ele teve uma grande temporada de 2000-01 (sua primeira como titular), com média de 20,4 pontos e 5,8 rebotes. Ele terminou em segundo na votação para o Most Improved Player Award de 2001.
Na temporada de 2001-02, ele jogou no All-Star Game da NBA pela primeira vez. Sua média de pontuação subiu para 21,2. Sua média de pontuação caiu levemente para 19,2 na temporada de 2002-03, mas ele jogou novamente no All-Star Game. Em ambas as temporadas, ele ganhou o concurso de arremesso de três pontos realizado durante o All-Star Weekend.
Na temporada de 2003-04, Stojaković foi novamente escolhido como o All-Star e terminou com a segunda melhor marca da liga em pontuação com 24,2 pontos por jogo. Ele terminou em quarto lugar na votação para MVP e foi votado para o Segundo-Time All-NBA. Na temporada de 2004-05, ele perdeu 16 jogos por causa de uma lesão mas teve uma média de 20,1 pontos por jogo. O número 16 de Stojaković foi aposentado pelo Sacramento Kings em 16 de dezembro de 2014.

### Indiana Pacers (2006)
Em 25 de janeiro de 2006, Stojaković foi negociado para o Indiana Pacers em troca de Ron Artest. No entanto, ele perdeu os quatro jogos de sua primeira série de playoffs contra o New Jersey Nets.

### New Orleans Hornets / Pelicans (2006–2010)
Durante a offseason de 2006, ele entrou em um acordo com o New Orleans Hornets no valor de US $ 64 milhões ao longo de cinco anos. Em 14 de novembro de 2006, Stojaković marcou 42 pontos contra o Charlotte Bobcats, se tornando o primeiro jogador na história da NBA a abrir o jogo com 20 pontos seguidos para sua equipe. Seu forte início de temporada foi interrompido por contusões e, como resultado, jogou apenas os 13 primeiros jogos da temporada de 2006-07.
Stojaković se recuperou na temporada seguinte, sendo titular em todos os 77 jogos em que jogou e sendo um dos principais contribuintes dos Hornets que tiveram um recorde de 56 vitória (recorde da franquia) e o seu primeiro título de divisão. Nos dois primeiros jogos disputados na segunda rodada dos playoffs contra o San Antonio Spurs, ambos com vitórias, Stojaković teve uma média de 23,5 pontos por jogo. Eles acabaram perdendo para os Spurs em sete jogos.
O elenco dos Hornets quem incluiam Chris Paul, Tyson Chandler, David West e Stojaković manteriam a franquia em disputa no ano seguinte, mas as lesões e a troca de Chandler forçaram New Orleans a se reconstruir, fazendo com que o veterano Stojaković fosse considerado dispensável.

### Toronto Raptors (2010–2011)
Em 20 de novembro de 2010, Stojaković foi negociado para o Toronto Raptors, juntamente com Jerryd Bayless, em troca de Jarrett Jack, Marcus Banks e David Andersen.
Depois de jogar em apenas dois jogos, Stojaković foi dispensado pelos Raptors. Ele perdeu 26 jogos devido a uma lesão no joelho esquerdo.

### Dallas Mavericks e aposentadoria (2011)
Em 24 de janeiro de 2011, ele assinou um contrato com o Dallas Mavericks. Os Mavericks venceu o título da NBA naquele ano com Stojaković tendo uma média de 7,1 pontos por jogo durante os playoffs. Stojaković marcou mais de 20 pontos em dois jogos diferentes.
Em 19 de dezembro de 2011, Stojaković anunciou sua aposentadoria, citando problemas contínuos nas costas e no pescoço que estavam o prejudicando.

## Pós-carreira
Em agosto de 2015, Stojaković foi nomeado diretor de jogadores e desenvolvimento do Sacramento Kings. Em maio de 2018, ele foi anunciado como Gerente Geral Adjunto. Nessa função, ele está atuando como Gerente Geral do Stockton Kings da D-League.

## Carreira na seleção
Como membro da Seleção Jugoslava, ele conquistou uma medalha de bronze no EuroBasket de 1999, realizado na França, além das medalhas de ouro no EuroBasket de 2001, realizado na Turquia, e no Campeonato Mundial de Basquetebol Masculino de 2002, realizado em Indianapolis. Ele também participou dos Jogos Olímpicos de Verão de 2000.
Stojaković foi nomeado o MVP do EuroBasket de 2001 e foi membro da Equipe Ideal do Campeonato Mundial de 2002, junto com outros astros da NBA como: Manu Ginóbili, Dirk Nowitzki e Yao Ming.

## Vida pessoal
Stojaković adquiriu cidadania grega aos 17 anos, enquanto jogava no PAOK na Grécia. Seu nome, em transliteração grega, é Prentragk "Petza" Kinis Stogiakovits (em grego: Πρέντραγκ "Πέτζα" Κίνης Στογιάκοβιτς). Stojaković também fala grego fluentemente.
Ele é casado com a modelo grega Aleka Kamila e o casal tem três filhos.
Stojaković serviu no exército helênico, um serviço obrigatório de cada cidadão grego. Ele também dirige a "Fundação Infantil Peja Stojaković", que é uma instituição de caridade criada para ajudar a melhorar a vida das crianças na Sérvia, Montenegro e Grécia.

## Estatísticas

### Temporada regular
| Ano      | Equipe           | PJ  | PT  | MPP  | %TC  | %3P  | %TL   | RPP  | APP | ROB | TPP | PPP  |
| -------- | ---------------- | --- | --- | ---- | ---- | ---- | ----- | ---- | --- | --- | --- | ---- |
| 1998–99  | Sacramento       | 48  | 1   | 21.4 | .378 | .320 | .851  | 3.0  | 1.5 | .9  | .2  | 8.4  |
| 1999–00  | Sacramento       | 74  | 11  | 23.6 | .448 | .375 | .882  | 3.7  | 1.4 | .7  | .1  | 11.9 |
| 2000–01  | Sacramento       | 75  | 75  | 38.7 | .470 | .400 | .856  | 5.8  | 2.2 | 1.2 | .2  | 20.4 |
| 2001–02  | Sacramento       | 71  | 71  | 37.3 | .484 | .416 | .876  | 5.3  | 2.5 | 1.1 | .2  | 21.2 |
| 2002–03  | Sacramento       | 72  | 72  | 34.0 | .481 | .382 | .875  | 5.5  | 2.0 | 1.0 | .1  | 19.2 |
| 2003–04  | Sacramento       | 81  | 81  | 40.3 | .480 | .433 | .927  | 6.3  | 2.1 | 1.3 | .2  | 24.2 |
| 2004–05  | Sacramento       | 66  | 66  | 38.4 | .444 | .402 | .920  | 4.3  | 2.1 | 1.2 | .2  | 20.1 |
| 2005–06  | Sacramento       | 31  | 31  | 37.0 | .403 | .397 | .933  | 5.3  | 2.2 | .6  | .1  | 16.5 |
| 2005–06  | Indiana          | 40  | 40  | 36.4 | .461 | .404 | .903  | 6.3  | 1.7 | .6  | .2  | 19.5 |
| 2006–07  | New Orleans/O.C. | 13  | 13  | 32.7 | .423 | .405 | .816  | 4.2  | .8  | .6  | .3  | 17.8 |
| 2007–08  | New Orleans      | 77  | 77  | 35.2 | .440 | .441 | .929  | 4.3  | 1.2 | .7  | .1  | 16.4 |
| 2008–09  | New Orleans      | 61  | 59  | 34.2 | .399 | .378 | .894  | 4.3  | 1.2 | .9  | .1  | 13.3 |
| 2009–10  | New Orleans      | 62  | 55  | 31.4 | .404 | .375 | .897  | 3.7  | 1.5 | .8  | .1  | 12.6 |
| 2010–11  | New Orleans      | 6   | 0   | 14.8 | .424 | .440 | .857  | 1.0  | 1.0 | .3  | .0  | 7.5  |
| 2010–11  | Toronto          | 2   | 0   | 11.0 | .700 | .667 | 1.000 | 1.50 | .6  | .0  | .0  | 10.0 |
| 2010–11  | Dallas           | 25  | 13  | 20.2 | .429 | .400 | .938  | 2.60 | .9  | .4  | .08 | 8.6  |
| Total    | Total            | 804 | 665 | 33.5 | .450 | .401 | .895  | 4.7  | 1.8 | .9  | .1  | 17.0 |
| All-Star | All-Star         | 3   | 0   | 14.7 | .364 | .385 | .000  | 2.0  | 1.0 | .3  | .0  | 7.0  |

### Playoffs
| Ano     | Equipe      | PJ | PT | MPP  | %TC  | %3P  | %TL   | RPP | APP | ROB | TPP | PPP  |
| ------- | ----------- | -- | -- | ---- | ---- | ---- | ----- | --- | --- | --- | --- | ---- |
| 1998–99 | Sacramento  | 5  | 0  | 21.6 | .346 | .214 | 1.000 | 3.8 | .4  | .6  | .0  | 4.8  |
| 1999–00 | Sacramento  | 5  | 0  | 25.8 | .400 | .462 | .667  | 3.4 | .6  | .8  | .0  | 8.8  |
| 2000–01 | Sacramento  | 8  | 8  | 38.4 | .406 | .346 | .968  | 6.4 | .4  | .6  | .4  | 21.6 |
| 2001–02 | Sacramento  | 10 | 7  | 33.8 | .376 | .271 | .897  | 6.3 | 1.0 | .5  | .0  | 14.8 |
| 2002–03 | Sacramento  | 12 | 12 | 40.5 | .480 | .457 | .850  | 6.9 | 2.5 | .8  | .4  | 23.1 |
| 2003–04 | Sacramento  | 12 | 12 | 43.1 | .384 | .315 | .897  | 7.0 | 1.5 | 1.8 | .2  | 17.5 |
| 2004–05 | Sacramento  | 5  | 5  | 40.6 | .470 | .367 | .955  | 5.2 | 1.4 | .8  | .2  | 22.0 |
| 2005–06 | Indiana     | 2  | 2  | 25.5 | .444 | .000 | .857  | 4.5 | 2.0 | .5  | .5  | 11.0 |
| 2007–08 | New Orleans | 12 | 12 | 37.9 | .436 | .549 | .926  | 5.4 | .5  | .5  | .1  | 14.1 |
| 2008–09 | New Orleans | 5  | 5  | 32.4 | .367 | .308 | .923  | 2.8 | .4  | .8  | .2  | 11.2 |
| 2010–11 | Dallas      | 19 | 0  | 18.4 | .408 | .377 | .778  | 1.7 | .4  | .6  | .1  | 7.1  |
| Total   |             | 95 | 63 | 32.7 | .418 | .376 | .900  | 4.9 | 1.0 | .8  | .2  | 14.4 |

## Prêmios e conquistas
- Campeão da NBA: 2011
- Segunda Equipe All-NBA: 2004
- 3× All-Star da NBA: 2002, 2003, 2004
- 2× Campeão do Torneio de 3 Pontos da NBA: 2002, 2003
- 4º na história da NBA em porcentagem de arremessos livres: .895
- 16° na história da NBA em 3 pontos feitos: 1.760
- 7º na história dos playoffs da NBA em percentagem de lances livres: .900
- 11° na história da NBA em tentativas 3 pontos: 4.392
- Primeiro jogador na história da NBA a começar um jogo marcando 20 pontos consecutivos para sua equipe.
- Campeão da FIBA Korać Cup: (1994)
- Vencedor da Taça da Grécia: (1995)
- Melhor Marcador da Euroliga: 1998
- MVP da Liga Grega: 1998